# 떠이선 왕조
떠이선 왕조(베트남어: Tây Sơn Triều)는 24년간 지배한 베트남에 존재한 대월의 단기 왕조이다. 이 기간의 일련의 사건은 떠이선 농민 운동이라고도 부른다. 떠이선이라는 이름은 베트남의 역사에서 후 레 왕조와 초기 응우옌 왕조의 말기에 왕국을 약화시킨 무리로 자주 언급된다.

## 역사
18세기의 베트남에서는 후 레 왕조의 황제가 명목상의 황제로 전락되어, 북부는 찐 씨, 남부는 꽝남국의 응우옌 씨가 지배하고 있었다. 응우옌 씨가 지배하는 지역이 폭정으로 다스려지면서, 1771년 떠이선 출신의 3형제(응우옌반냑, 응우옌반루, 응우옌후에)가 반란을 일으켰다. 이들 삼형제도 응우옌 씨이기는 하지만 꽝남 응우옌 씨와는 무관한 사람들이었다. 레 왕조는 이것을 좋은 기회라고 생각해, 군사를 이끌고 대거 남하하여 꽝난 응우옌 씨의 수도 후에를 공략했다.
떠이선의 세력들은 후 레 왕조에게 항복하는 형태로 전투를 계속하여, 1777년에 자딘(현 호치민 시티)에서 꽝남국을 멸망시켰다. 이 때에 꽝남 응우옌 씨 일족 중 응우옌푹아인만은 겨우 살아남아 시암으로 도망쳤다. 1778년, 응우옌반냑은 중부 지역의 황제를 선언한다. 1786년에 응우옌반후에는 레 왕조 내부의 불화를 이용해 북벌을 하게 했고, 이것으로 레 왕조가 붕괴되었다. 응우옌반후에는 후 레 왕조의 황제를 존속시켰지만, 불안을 느낀 소통제는 청나라로 망명했다. 1789년 응우옌반후에는 내정에 개입한 청나라군을 격퇴하고, 후 레 왕조를 멸망시켰다.
응우옌반후에는 북벌을 감행한 것으로 인해 형인 응우옌반냑과 대립하였고, 응우옌반후에도 황제를 칭했다. 한편, 시암으로 망명한 응우옌 푹 아인은 시암의 원조를 받아 항전을 계속했다. 응우옌반후에는 응우옌반냑의 세력을 흡수하고, 응우옌푹아인을 토벌하려고 했지만, 출진 직전에 잠겼다. 아들 응우옌꽝또안이 후사를 이어받아, 응우옌푹아인과 격렬한 공방전을 벌렸지만, 외교전에 실패해 라오스나 남중국해 화인 세력 등을 차례로 적으로 돌려 열세에 처하게 되었다. 1802년 응우옌푹아인에 의해 수도 탕롱이 함락되고, 떠이선 왕조는 멸망하였다.

## 역대 군주

### 꾸이년 정부
| 대수 | 이름                                     | 재위 기간       |
| ---- | ---------------------------------------- | --------------- |
| 1    | 응우옌반냑 국왕 (Vua Nguyễn Văn Nhạc)    | 1778년 ~ 1793년 |
| 2    | 응우옌꽝바오 국왕 (Vua Nguyễn Quang Bảo) | 1793년 ~ 1802년 |

### 푸쑤언 정부
| 대수 | 이름                                      | 재위 기간       |
| ---- | ----------------------------------------- | --------------- |
| 1    | 응우옌후에 국왕 (Vua Nguyễn Văn Huệ)      | 1788년 ~ 1792년 |
| 2    | 응우옌꽝또안 국왕 (Vua Nguyễn Quang Toản) | 1793년 ~ 1802년 |

## 같이 보기
- 십전무공